# Natica prietoi
Natica prietoi is een slakkensoort uit de familie van de Naticidae. De wetenschappelijke naam van de soort is voor het eerst geldig gepubliceerd in 1873 door Hidalgo.